# Melocactus oreas

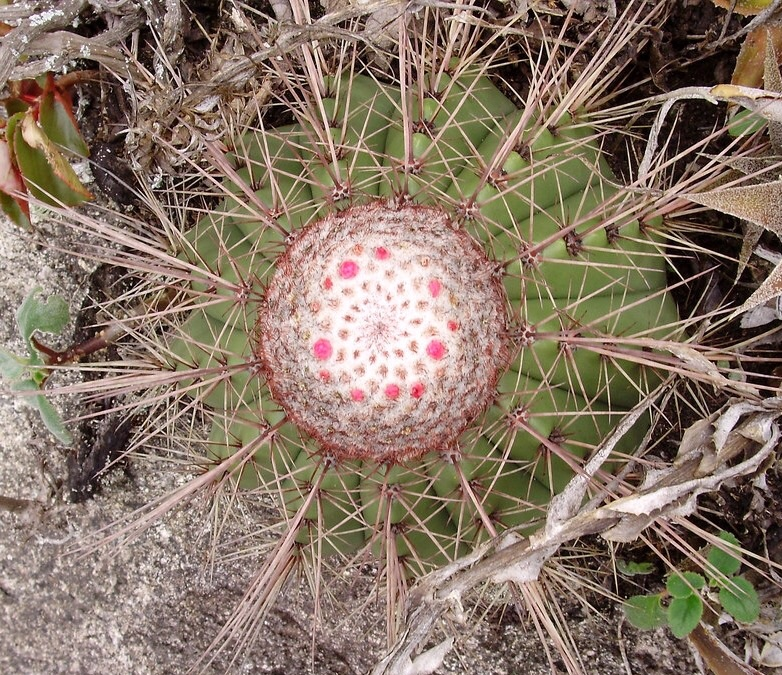
Melocactus oreas im Habitat, Pernambuco

Melocactus oreas ist eine Pflanzenart aus der Gattung Melocactus in der Familie der Kakteengewächse (Cactaceae). Das Artepitheton oreas stammt aus dem Griechischen, bedeutet ‚Bergnymphe‘ und verweist auf das Habitat der Art.

## Beschreibung
Melocactus oreas wächst mit mittel- bis dunkelgrünen, niedergedrückt kugelförmigen bis verlängerten Trieben, die bei Durchmessern von 10 bis 18 Zentimetern Wuchshöhen von 8,5 bis 35 Zentimeter erreichen. Es sind zehn bis 16 rundliche, scharfkantige Rippen vorhanden. Die drehrunden Dornen sind gelblich braun bis rötlich braun. Die ein bis vier Mitteldornen sind 2,7 bis 4,5 Zentimeter lang. Die 4 bis 8 Zentimeter langen acht bis elf Randdornen sind gerade oder gebogen. Das aus dunkel rötlich braunen Borsten bestehende Cephalium wird bis zu 12 Zentimeter hoch und weist Durchmesser von 4 bis 8 Zentimeter auf.
Die etwas hell bis dunkel rosamagentafarbenen Blüten sind 1,7 bis 2,2 Zentimeter lang und weisen Durchmesser von 0,7 bis 1 Zentimeter auf. Die verlängert keulenförmigen, an ihrer Spitze roten und darunter magentafarbenen bis etwas rosafarbenen, Früchte sind 1,4 bis 2,8 Zentimeter lang.

## Verbreitung, Systematik und Gefährdung
Melocactus oreas ist im brasilianischen Bundesstaat Bahia verbreitet.
Die Erstbeschreibung erfolgte 1840 durch Friedrich Anton Wilhelm Miquel. Ein nomenklatorisches Synonym ist Cactus oreas (Miq.) Britton & Rose (1922).
Es werden die folgenden Unterarten unterschieden:
- Melocactus oreas subsp. oreas
- Melocactus oreas subsp. cremnophilus (Buining & Brederoo) P.J.Braun

In der Roten Liste gefährdeter Arten der IUCN wird die Art als „Least Concern (LC)“, d. h. als nicht gefährdet geführt.

## Nachweise